# Дебенхем, Фрэнк
Фрэнк Дебенхем (англ. Frank Debenham, 26 декабря 1883 — 23 ноября 1965) — географ, путешественник, исследователь Антарктики, почётный профессор географии на кафедре географии Кембриджского университета, первый директор Института полярных исследований имени Скотта.

## Биография
Родился в Боурале, Новый Южный Уэльс, Австралия, в декабре 1883 года младшим из двух близнецов и третьим ребёнком в семье пастора Иэна Уильмотта Дебенхема и Эдит (урождённой Кливленд). Посещал школу, где преподавателем был его отец, впоследствии поступил в Королевскую школу в Параматте, где был лучшим по успеваемости и спортивным достижениям на своём курсе. Окончил Сиднейский университет, получив степень бакалавра в области английского языка и философии, а затем стал преподавателем в англиканской Амидальской школе в Новом Южном Уэльсе.
Вернулся в университет в 1908 году, начав изучать геологию под руководством сэра Эджуорта Дэвида. В 1910-1913 годах принимал участие в Британской антарктической экспедиции под руководством Роберта Скотта в должности геолога . С января по март 1911 года Дебенхем, вместе с тремя другими членами экспедиции (Гриффитом Тейлором, Чарльзом Райтом (физиком) и Эдгар Эвансом), исследовал и наносил на карту западные горы Земли Виктории (так называемое западное путешествие), проводя научные исследования и геологические наблюдения. Он не участвовал в походе к Южному полюсу из-за травмы колена, полученной во время игры в футбол на снегу, и вместо этого принял участие во «втором западном путешествии» вместе с Гриффитом Тейлором, Трюгве Граном и Уильямом Фордом. По возвращении из экспедиции в 1913 году работал в Кембриджском университете по обработке своих полевых наблюдений.
Во время Первой мировой войны служил лейтенантом 7-го батальона полка лёгкой пехоты Оксфордшира и Бакингемшира. Служил во Франции и Салониках, был тяжело ранен в августе 1916 года.
В январе 1917 года женился на Дороти Люси Лемпрайр.
В 1919 году был награждён Орденом Британской империи. В том же году поступил на работу в Кембриджский университет, где стал сотрудником колледжа Гонвилла и Кая и преподавателем картографии. В 1920 году на оставшиеся денежные средства от пожертвований по поводу трагедии капитана Скотта, Дебенхем стал вместе Реймондом Пристли и Джеймсом Уорди соучредителем Института Полярных исследований имени Скотта при Кембриджском университете, задуманного в качестве хранилища научных, исследовательских и прочих материалов по тематике полярных исследований во благо будущих путешественников (на сегодняшний день это крупнейшая в мире библиотека и архив, где хранятся уникальные собрания рукописных и опубликованных материалов и отчётов о научно-исследовательских и геологоразведочных работах, связанных с полярными регионами). Дебенхем разработал идею такого учебного центра ещё в 1912 году, находясь в Антарктиде. Он был директором этого института с 1920 по 1937 год.
В 1931 году Дебенхем был назначен профессором географии в Кембриджском университете. Во время Второй мировой войны он обучал курсантов рот обслуживания, читал лекции в Королевских ВВС для навигаторов и разрабатывал техники рельеф-моделей для подготовки коммандос. Написал работу «Astrographics: First Steps in Navigation by the Stars», два издания которой, вышедшие в 1942 году, внесли важный вклад в подготовку предстоящих массированных бомбардировок Королевскими ВВС территории Третьего Рейха. Был вице-президентом Королевского географического общества (1951—1953) и получил от него медаль Виктории в 1948 году. Был женат, имел сына и четырёх дочерей. Умер в Кембридже.
Написал целый ряд научных работ. Важнейшие из них: «In the Antarctic: Stories of Scott’s Last Expedition 1952»; «Antarctica — The story of a continent»; «Discovery & Exploration»; «Kalahari Sand»; «Nyasaland»; «The way to Ilala»; «Study of African Swamp»; «Simple Surveying»; «The use of Geography»; «Map Making»; «The World is Round»; «Space — The Global Atlas».